# Jan van Goyen
Jan Josephszoon van Goyen (ur. 13 stycznia 1596 w Lejdzie, zm. 27 kwietnia 1656 w Hadze) – holenderski malarz pejzażysta.
Tworzył w Lejdzie, Haarlemie, a od 1631 w Hadze. Był, wraz z Jacobem van Ruisdaelem pionierem realistycznego stylu w pejzażu. Szkicował z natury, studiował wygląd chmur i efekty świetlne.

## Niektóre prace
- Port rybacki (1625), Galeria Malarstwa i Rzeźby Muzeum Narodowego w Poznaniu
- Chałupy nad kanałem (1630), Muzeum Narodowe - Oddział Sztuki Dawnej w Gdańsku
- Pejzaż z wydmami (1630-1635), Muzeum Historii Sztuki Wiedeń
- Na ślizgawce (ok. 1640), Kolekcja „Europeum” Muzeum Narodowego w Krakowie
- Krajobraz z dwoma dębami (1641), Rijksmuseum Amsterdam
- Krajobraz rzeczny z wiatrakiem i zrujnowanym zamkiem (1644), Luwr Paryż
- Panorama Emmerich (1645), Cleveland Museum of Art
- Panorama Haarlemmermeer (1656), Städel Museum Frankfurt nad Menem
- Panorama Merwede (ok. 1660), Rijksmuseum Amsterdam

Dzieła Jana van Goyena
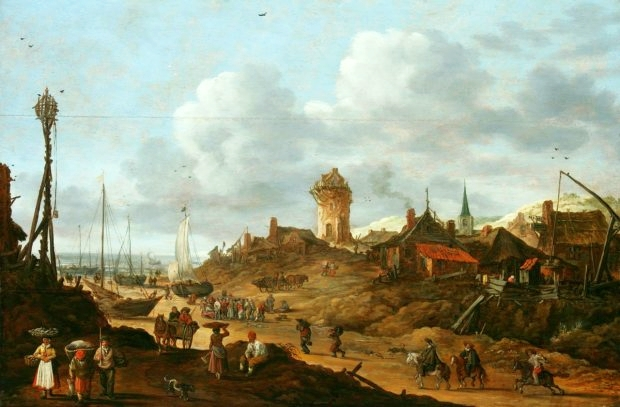
Port rybacki (1625), Galeria Malarstwa i Rzeźby Muzeum Narodowego w Poznaniu
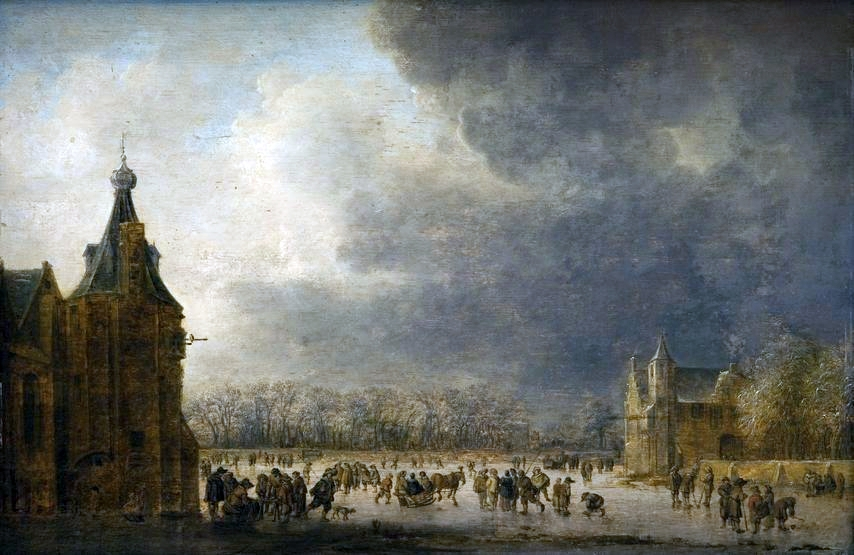
Na ślizgawce (ok. 1640), Kolekcja „Europeum” Muzeum Narodowego w Krakowie
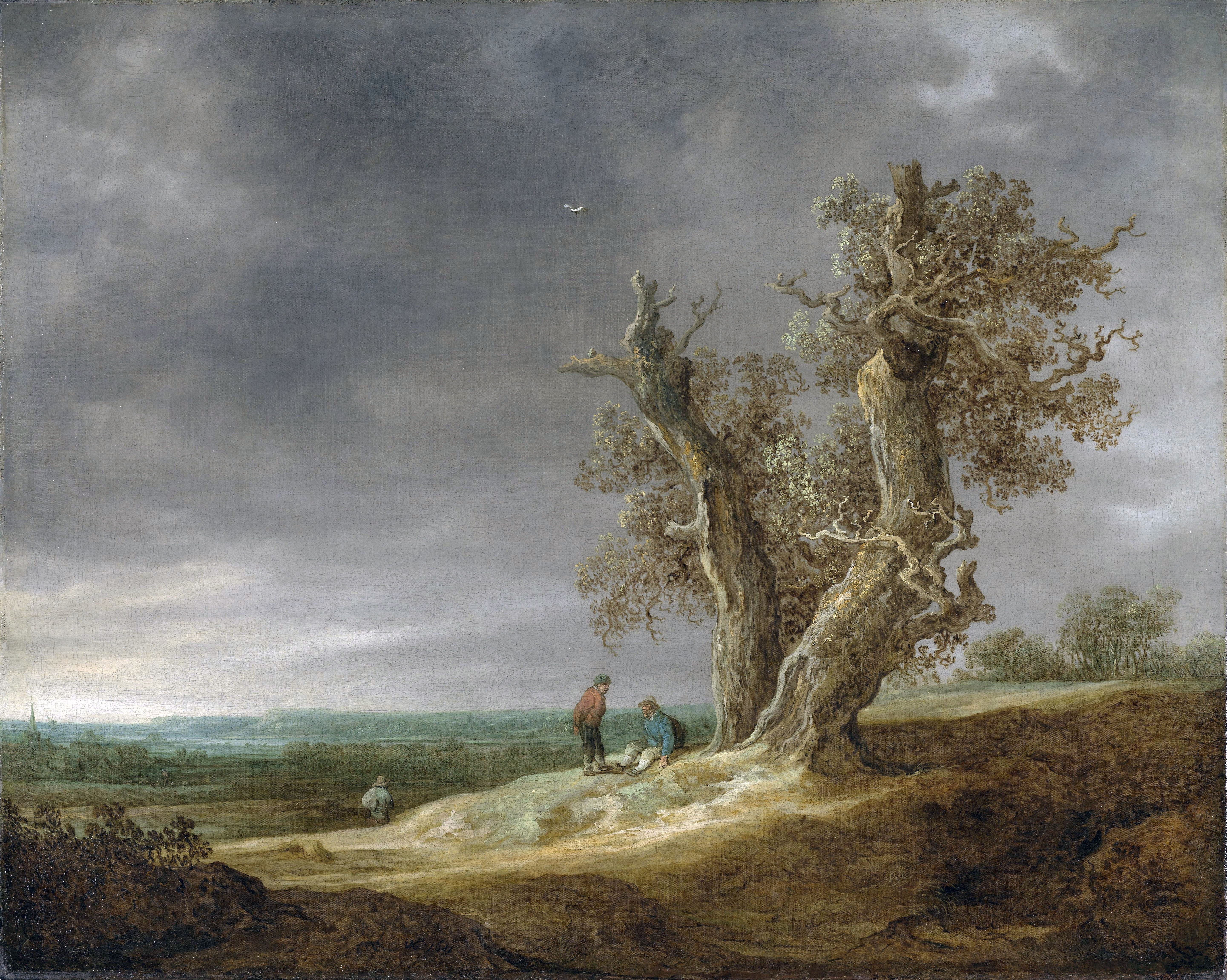
Krajobraz z dwoma dębami (1641), Rijksmuseum Amsterdam
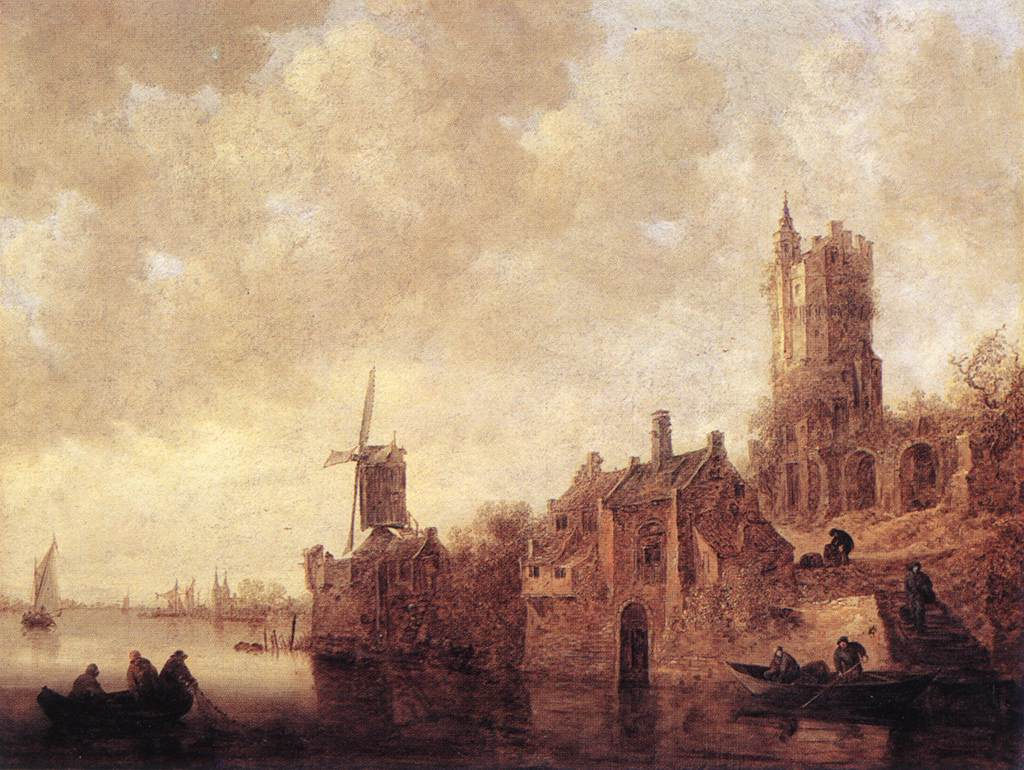
Krajobraz rzeczny z wiatrakiem i zrujnowanym zamkiem (1644), Luwr Paryż
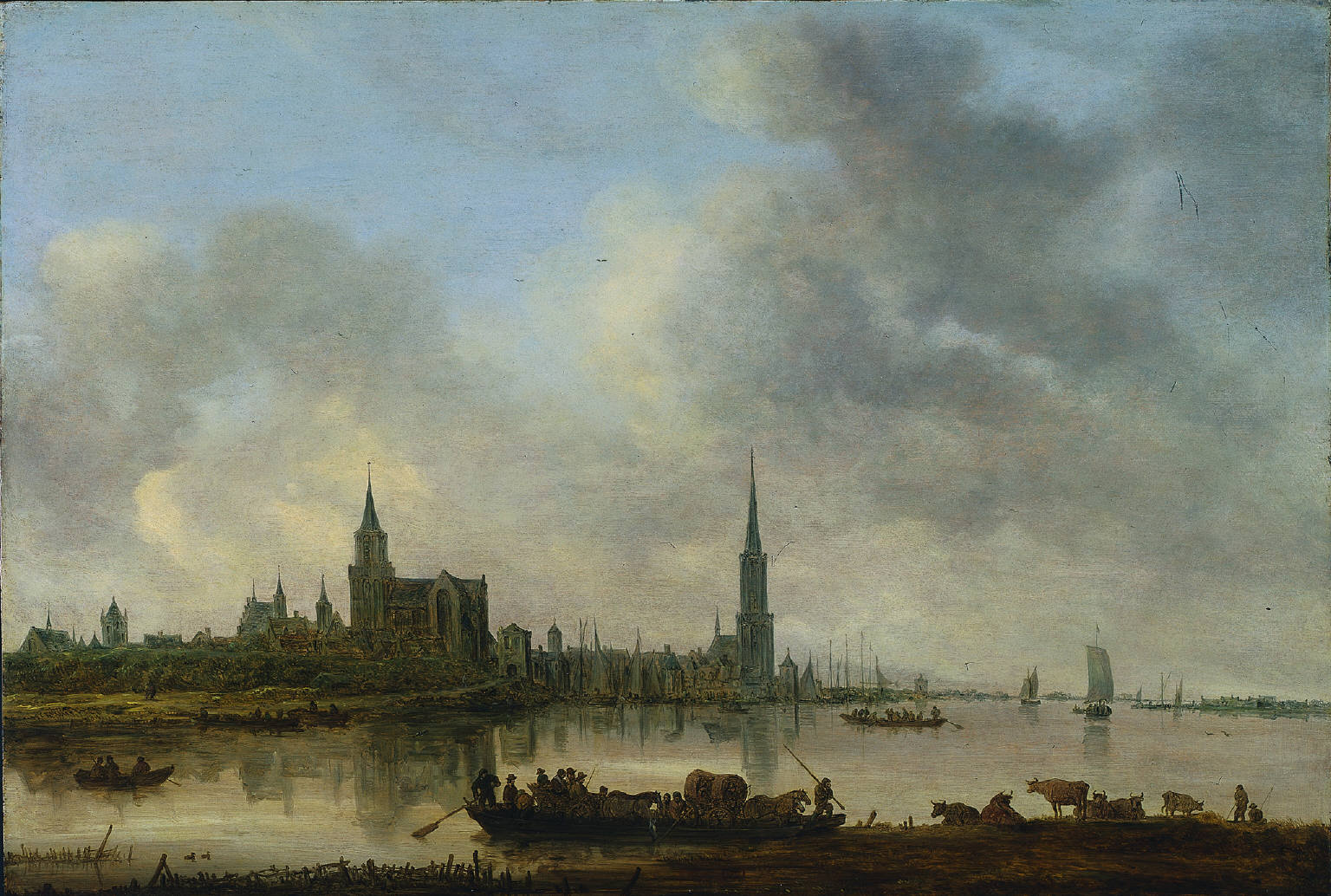
Panorama Emmerich (1645), Cleveland Museum of Art
Panorama Haarlemmermeer (1656), Städel Museum Frankfurt nad Menem
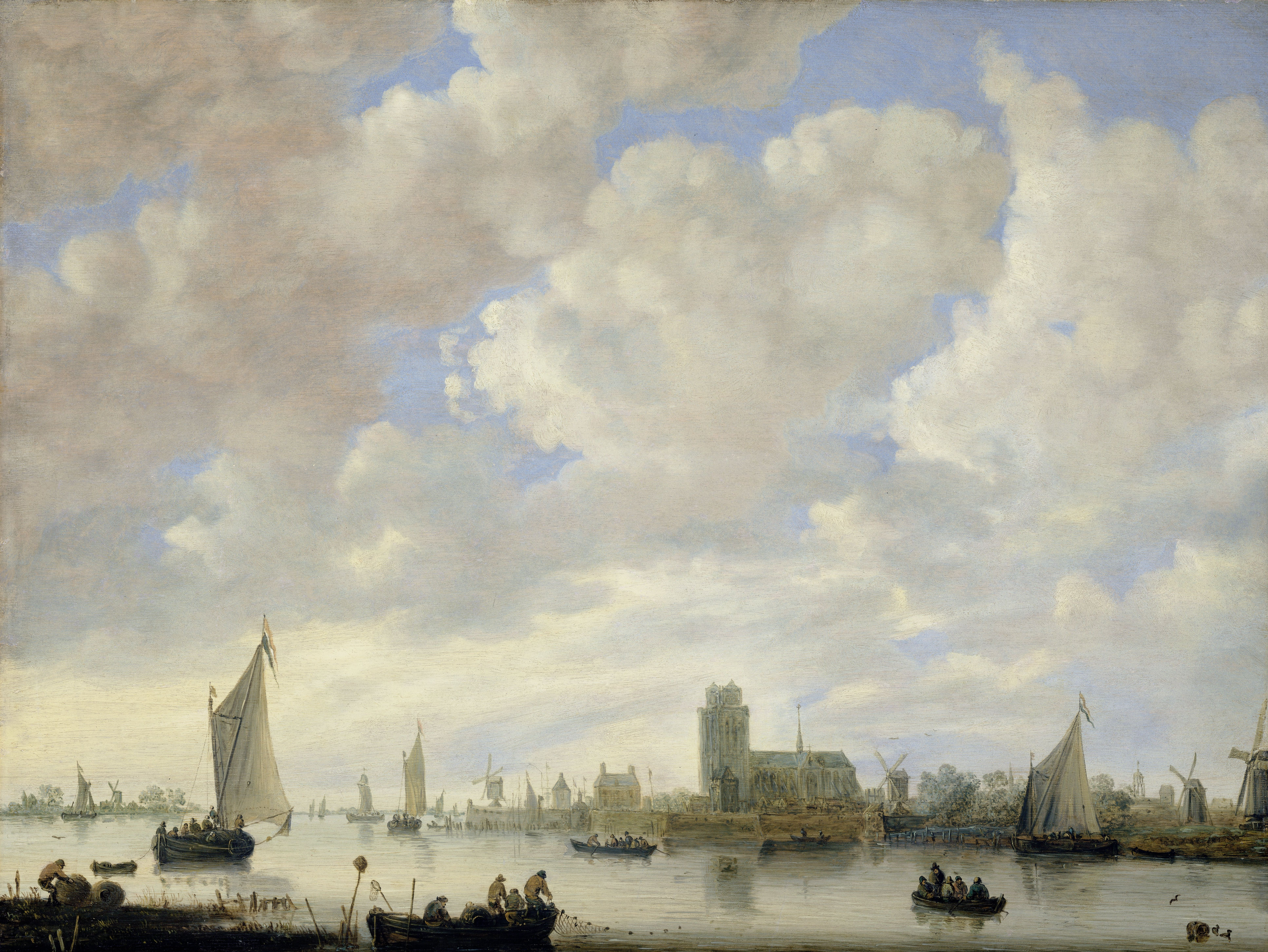
Panorama Merwede (ok. 1660), Rijksmuseum Amsterdam